# ده حسنعلی (سلسله)
ده حسنعلی روستایی از توابع بخش فیروزآباد شهرستان سلسله در استان لرستان ایران است. زبان مردم این روستا کردی به گویش لکی است.

## جمعیت
این روستا در دهستان فیروزآباد قرار دارد و بر اساس سرشماری مرکز آمار ایران در سال ۱۳۹۵، جمعیت آن ۴۷۳ نفر بوده که ۲۳۸ نفر مرد و ۲۳۵ نفر زن بوده اند. این در حالی است که جمعیت این روستا در مقایسه با سرشماری سال ۱۳۸۵ حدود ۶۰۰ نفر کاهش داشته است! روستای ده حسنعلی دارای ۱۳۹ خانوار می باشد.
همچنین تمام ساکنین این روستا از قوم کولیوند هستند.